# Beattyville
Beattyville è un comune degli Stati Uniti d'America, situato nello Stato del Kentucky, nella contea di Lee, della quale è il capoluogo.